# Amomum graminifolium
Amomum graminifolium är en enhjärtbladig växtart som beskrevs av George Henry Kendrick Thwaites. Amomum graminifolium ingår i släktet Amomum och familjen Zingiberaceae. Inga underarter finns listade i Catalogue of Life.